# Titan Airways
Titan Airways is een Britse chartermaatschappij opgericht in 1988 en gestationeerd op Luchthaven London Stansted. Ze opereren met een licentie voor vliegtuigen met 20 stoelen of meer.

## Vloot
De vloot van Titan Airways bestaat per oktober 2017 uit:
| Airbus A318-100           | 1 | 0 | 32         | Geleased van British Airways |
| Airbus A320-200           | 2 | 0 | 168 180    |                              |
| Boeing 757-200            | 2 | 0 | 80 148 202 | Flexibele stoelindeling      |
| Boeing 767-300ER          | 1 | 0 | 265        |                              |
| Titan Airways Cargo Fleet |   |   |            |                              |
| Boeing 737-400SF          | 2 | 0 | Vracht     |                              |
| Totaal                    | 8 | 0 |            |                              |